# Mosquée Altun-alem à Novi Pazar
La mosquée Altun-alem à Novi Pazar (en serbe cyrillique : Алтун-алем џамија у Новом Пазару ; en serbe latin : Altun-alem džamija u Novom Pazaru) est une mosquée ottomane  qui se trouve à Novi Pazar, dans le district de Raška, en Serbie. Elle est inscrite sur la liste des monuments culturels de grande importance de la république de Serbie (identifiant no SK 978),,.

## Histoire

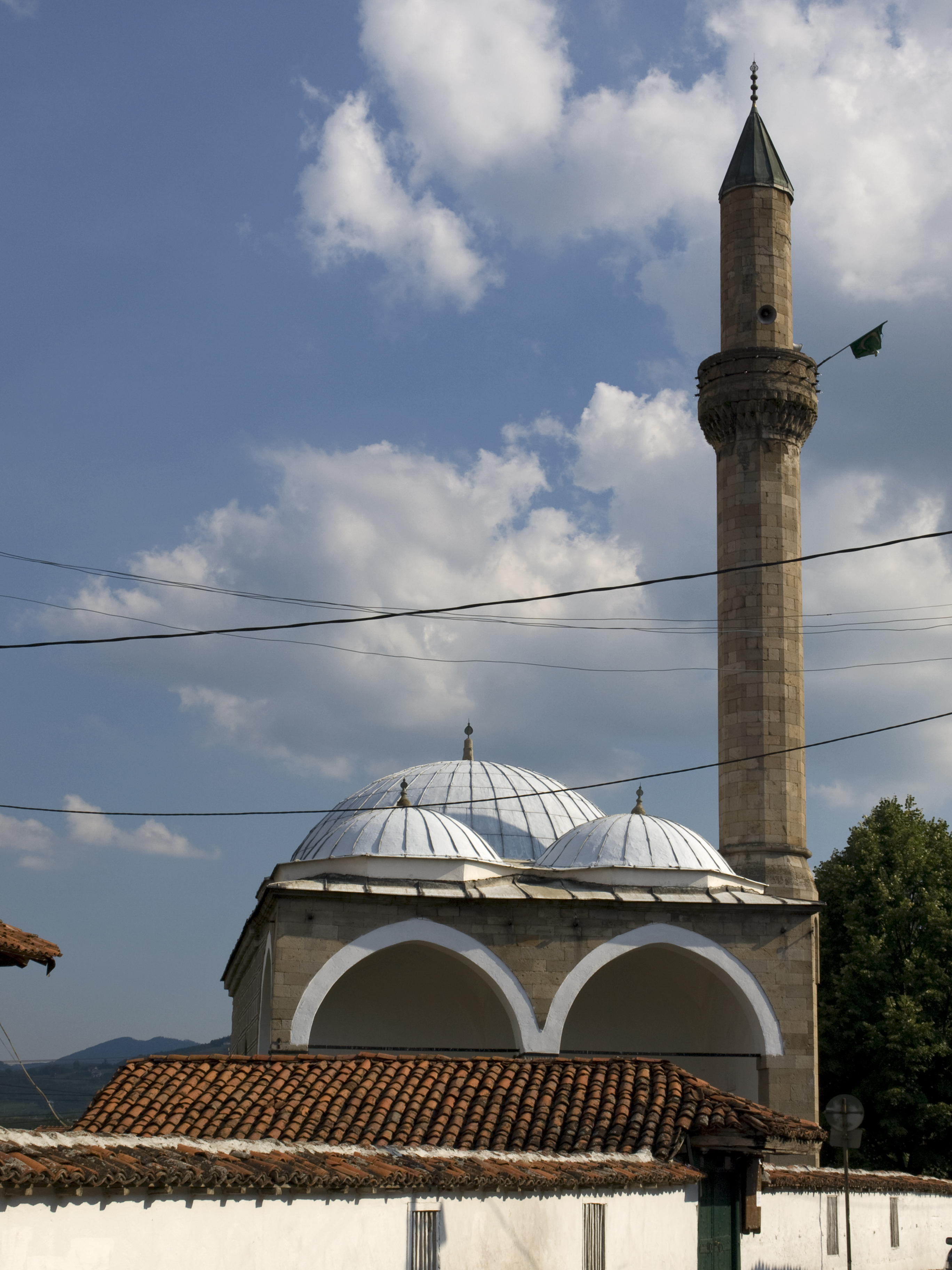
Les dômes de la mosquée.

Une légende court concernant la construction de la mosquée. Trois sœurs étaient si belles, si riches et de si haute lignée, que personne n'osait leur faire la cour, considérant qu'elles étaient exclusivement destinées aux sérails impériaux ; le temps passait et les trois sœurs, qui étaient filles de pacha, restaient célibataires. Avant leur mort, elles décidèrent de faire don de leur fortune : Altun, l'une des sœurs, fournit des fonds pour construire une mosquée qui porte son nom, c'est-à-dire l'actuelle mosquée Altun-alem ; Hadžira donna un terrain pour le cimetière de la ville et ce quartier porte encore le nom de Hadžet en son honneur ; la plus jeune des sœurs, Halima, donna des fonds pour la construction d'une fontaine dans la ville et cette fontaine s'appelle toujours Halimača,.
La mosquée, située 79 rue 1. maja, a été construite dans la première moitié du XVIe siècle par le bâtisseur Abdul Gani,, ainsi que le rapporte le voyageur ottoman Evliya Çelebi qui a visité Novi Pazar dans les années 1670, peut-être entre 1516 et 1528.
/

## Présentation
La mosquée, située 79 rue 1. maja, fait partie d'un ensemble clôturé comportant un maktab (école coranique) et une nécropole avec des nišans (pierres funéraires) richement gravés,.
Le bâtiment, constitué d'un espace unique, est recouvert d'un grand dôme ; il est précédé d'un porche à deux travées dont chacune est recouverte d'un dôme, ; ces travées sont soutenues par des colonnes surmontées par des arcs brisés. Par son architecture, la mosquée Altun-alem présente des analogies avec plusieurs édifices remontant au XVIe siècle, à Edirne, Istanbul, Bursa et Amasya,. La partie principale de la mosquée est construite en pierres taillées et cassées en alternance avec des rangées de briques ; les dômes et les arcs sont en brique mince , le porche et le minaret à douze côtés sont construits en blocs de grès,.
L'intérieur est orné d'un mihrab (niche centrale) considéré comme remarquable et d'un mahfil (galerie) en bois qui fait toute la longueur du mur nord-ouest,.